# Cirratulus multioculatus
Cirratulus multioculatus är en ringmaskart som först beskrevs av Hartman 1961.  Cirratulus multioculatus ingår i släktet Cirratulus och familjen Cirratulidae. Inga underarter finns listade i Catalogue of Life.